# Северянка (волейбольный клуб)
«Северя́нка» (до 2014 — «Северсталь») — российская женская волейбольная команда из Череповца. Входит в структуру волейбольного клуба «Северсталь».

## Достижения
- 10-е место в чемпионате России среди команд суперлиги — 2012.
- 1-е место в чемпионате России среди команд высшей лиги «А» — 2011, 2015, 2017, 2018, 2021, 2022.

## История
Женская волейбольная команда «Северсталь» создана в 1999 году. В сезоне 1999/2000 дебютировала во второй лиге чемпионата России, заняв итоговое 7-е место. С 2004 года выступает в высшей лиге «А» (второй по значимости дивизион российского чемпионата). В 2008 году команда остановилась в шаге от перехода в суперлигу, заняв 2-е место в финальном турнире.
Сезон 2010/2011 в высшей лиге «А» принёс «Северстали» 1-е итоговое место и путёвку в суперлигу.
Последующие два сезона команда играла в суперлиге. В 2011/2012 «Северстали» удалось сохранить место среди сильнейших женских волейбольных команд страны, заняв 10-е место, но в следующем сезоне череповецкие волейболистки стали в итоге 11-ми и вынуждены были вернуться в высшую лигу «А».
В феврале 2014 года команда «Северсталь» была переименована в «Северянку».
В чемпионате России 2014/5 среди команд высшей лиги «А» «Северянка» уверенно заняла первое место, проиграв лишь один раз в 32 проведённых матчах и опередив серебряного призёра турнира «Сахалин» на 22 очка. Тем не менее от перехода в суперлигу руководство клуба отказалось, предпочтя продолжить выступления во втором по значимости дивизионе. Подобная ситуация повторилась и в сезонах 2016/17 и 2017/18, когда череповецкая команда после уверенной победы в чемпионатах России среди команд высшей лиги «А» от повышения в классе отказалась.

## Результаты в чемпионатах России
| Сезон     | Лига                   | Место |
| --------- | ---------------------- | ----- |
| 1999/2000 | Вторая лига            | 7     |
| 2000/01   | Первая лига Б          | 4     |
| 2001/02   | Первая лига            | 5     |
| 2002/03   | Первая лига            | 1     |
| 2003/04   | Высшая лига Б (Европа) | 2     |
| 2004/05   | Высшая лига А (Европа) | 4     |
| 2005/06   | Высшая лига А          | 5     |
| 2006/07   | Высшая лига А          | 4     |
| 2007/08   | Высшая лига А          | 2     |
| 2008/09   | Высшая лига А (Европа) | 4     |
| 2009/10   | Высшая лига А (Европа) | 5     |
| 2010/11   | Высшая лига А          | 1     |
| 2011/12   | Суперлига              | 10    |
| 2012/13   | Суперлига              | 11    |
| 2013/14   | Высшая лига А          | 3     |
| 2014/15   | Высшая лига А          | 1     |
| 2015/16   | Высшая лига А          | 2     |
| 2016/17   | Высшая лига А          | 1     |
| 2017/18   | Высшая лига А          | 1     |
| 2018/19   | Высшая лига А          | 2     |
| 2019/20   | Высшая лига А          | 4     |
| 2020/21   | Высшая лига А          | 1     |
| 2021/22   | Высшая лига А          | 1     |
| 2022/23   | Высшая лига А          | 2     |
| 2023/24   | Высшая лига А          | 4     |
| 2024/25   | Высшая лига А          | 3     |

## Арена
Домашние матчи «Северянка» проводит в спортивном комплексе «Юбилейный». Вместимость 1500 зрителей.

## Сезон 2024—2025

### Переходы
- Пришли: А.Куликова, А.Денисова (обе — «Динамо-Анапа»), А.Хлыновская, О.Микулина (обе — «Муром»), А.Берёзкина («Атом-Курск»), А.Рубцова («Амурские тигрицы»), Д.Федосеева («Сахалин»), О.Гаврилова («Динамо» Владивосток).
- Ушли: К.Симонова, С.Ерлыкова, В.Шатунова, Д.Савчук, А.Богомолова, А.Черняева, А.Мерцалова, Е.Будилова

### Состав
| №  | Имя, фамилия         | Год рождения | Рост | Амплуа      | Гражданство |
| -- | -------------------- | ------------ | ---- | ----------- | ----------- |
| 1  | Анастасия Куликова   | 2003         | 185  | центральная | Россия      |
| 2  | Ольга Микулина       | 1994         | 188  | нападающая  | Россия      |
| 4  | Варвара Филиппова    | 2005         | 190  | центральная | Россия      |
| 5  | Софья Щеглова        | 2000         | 177  | нападающая  | Россия      |
| 6  | Арина Поликарпова    | 2004         | 187  | центральная | Россия      |
| 7  | Елизавета Егоровцева | 2002         | 183  | связующая   | Россия      |
| 8  | Анастасия Сидорова   | 2002         | 183  | связующая   | Россия      |
| 9  | Анастасия Денисова   | 1998         | 188  | нападающая  | Россия      |
| 10 | Алина Рубцова        | 2004         | 180  | связующая   | Россия      |
| 11 | Динара Сабитова      | 2004         | 175  | связующая   | Россия      |
| 12 | Наталья Решетникова  | 1994         | 193  | нападающая  | Россия      |
| 14 | Ангелина Хлыновская  | 2002         | 170  | либеро      | Россия      |
| 16 | Елена Шведова        | 2003         | 176  | либеро      | Россия      |
| 17 | Ольга Гаврилова      | 2003         | 185  | нападающая  | Россия      |
| 21 | Дарья Федосеева      | 1998         | 183  | нападающая  | Россия      |
| 23 | Александра Берёзкина | 2004         | 189  | нападающая  | Россия      |

- Главный тренер — Вадим Панков.
- Старший тренер — Кирилл Павлов.
- Тренер — Владислав Ларионов.
- Тренер-статистик — Василий Дворников.
- Физиотерапевт — Валентина Молоканова.

- Начальник команды — Алексей Екимовский.